# American Buffalo
American Buffalo („amerykański bizon”) – pierwsza 24-karatowa złota moneta bulionowa bita w Stanach Zjednoczonych. Ma masę jednej uncji trojańskiej (ok. 31 g) i nominał 50 $.  Moneta jest bita przez Mennicę Stanów Zjednoczonych od 2006 roku. Wersje kolekcjonerskie sprzedawane są z certyfikatem autentyczności (American Buffalo One Ounce Gold Proof Coin).

## Szczegóły
Projekt monety autorstwa Jamesa Earle’a Frasera (ucznia Augustusa Saint-Gaudensa) został pierwotnie opracowany dla bitej od 1913 r. monety 5-centowej i został współcześnie zaadaptowany do monety American Buffalo. Awers przedstawia profil Indianina, napis Liberty, rok oraz literę "F" - inicjał autora. Na rewersie widnieje bizon amerykański.

## Specyfikacja
- Nominał: 50$
- Skład: 99,99 Au
- Waga: 1 oz (31,10 g)
- Średnica: 32,70 mm
- Grubość: 2,95 mm